# مون یونگ نام
مون یونگ نام (انگلیسی: Moon Young-nam؛ زادهٔ ۱۳ مارس ۱۹۶۰) فیلم‌نامه‌نویس اهل کره جنوبی است. وی از سال ۱۹۹۲ میلادی تاکنون مشغول فعالیت بوده‌است.